# Котёл (село)
Котёл — село в Вадинском районе Пензенской области России. Входит в состав Ягановского сельсовета.

## География
Село находится в северо-западной части Пензенской области, в пределах восточной окраины Окско-Донской низменности, в лесостепной зоне, на берегах реки Котёл, на расстоянии примерно 15 километров (по прямой) к юго-востоку от села Вадинска, административного центра района. Абсолютная высота — 184 метра над уровнем моря.
Климат
Климат характеризуется как умеренно континентальный. Средняя температура воздуха самого холодного месяца (января) составляет −11,5 °C (абсолютный минимум — −44 °С); самого тёплого месяца (июля) — 19,5 °C (абсолютный максимум — 38 °С). Продолжительность безморозного периода составляет 133 дня. Годовое количество атмосферных осадков — 467 мм. Снежный покров держится в среднем 141 день.

## История
Основано в период между 1635 и 1642 годами служилыми людьми как отъезжая слобода Верхнего Ломова. В середине XVII века являлся населенным пунктом полковых казаков Керенской оборонительной линии; в 1718 году — солдатское село Архангельское, Котёл тож.
По данным на 1746 год входило в состав Верхнеломовского уезда. Население того периода составляли однодворцы (143 ревизских души). В 1795 году в Котле имелось две мельницы, 77 дворов, деревянная церковь во имя Михаила Архангела. В 1873—1880 годах, на средства местных жителей, на месте старой деревянной церкви, была возведена каменная церковь во имя Покрова Пресвятой Богородицы.
По состоянию на 1911 год в Котле, являвшейся центром Котельской волости, имелись: одно крестьянское общество, 521 двор, церковь, земская школа, кредитное товарищество, водяная мельница, шесть ветряных мельниц, два овчинных заведения, синильня, пять кузниц, три кирпичных сарая, пекарня и 12 лавок. Население села того периода составляло 3209 человек. По данным 1955 года в селе располагалась центральная усадьба колхоза «Путь Ленина». До 22 декабря 2010 года являлось центом Котельского сельсовета Вадинского района.

## Население
| 1746  | 1795  | 1864  | 1877  | 1897  | 1911  | 1926  |
| ----- | ----- | ----- | ----- | ----- | ----- | ----- |
| 286   | ↗670  | ↗1922 | ↗2110 | ↗2597 | ↗3209 | ↘2836 |
| 1930  | 1939  | 1959  | 1979  | 1989  | 1998  | 2002  |
| ↘2137 | ↘1584 | ↘929  | ↘584  | ↘498  | ↘420  | ↘343  |
| 2010  |       |       |       |       |       |       |
| ↘254  |       |       |       |       |       |       |

Половой состав
По данным Всероссийской переписи населения 2010 года в гендерной структуре населения мужчины составляли 45,7 %, женщины — соответственно 54,3 %.
Национальный состав
Согласно результатам переписи 2002 года, в национальной структуре населения русские составляли 98 % из 343 чел.

## Инфраструктура
Действуют фельдшерский пункт, АТС и магазин.

## Улицы
Уличная сеть села состоит из восьми улиц.